# جون بي. ريان
جون بي. ريان (بالإنجليزية: John P. Ryan)‏ هو ممثل أمريكي، ولد في 30 يوليو 1936 بنيويورك في الولايات المتحدة، وتوفي في 20 مارس 2007 بلوس أنجلوس في الولايات المتحدة بسبب سكتة.

## أعمال

### أفلام
- (1970) خمس قطع سهلة
- (1983) الرجال الحقيقيون
- (1984) نادي القطن
- (1985) قطار منفلت
- (1990) ذا دلتا فورس 2

## وصلات خارجية
- جون بي. ريان على موقع IMDb (الإنجليزية)
- جون بي. ريان على موقع أول موفي (الإنجليزية)
- جون بي. ريان على موقع قاعدة بيانات برودواي على الإنترنت (الإنجليزية)
- جون بي. ريان على موقع قاعدة بيانات الفيلم (الإنجليزية)